# Salamancai Egyetem

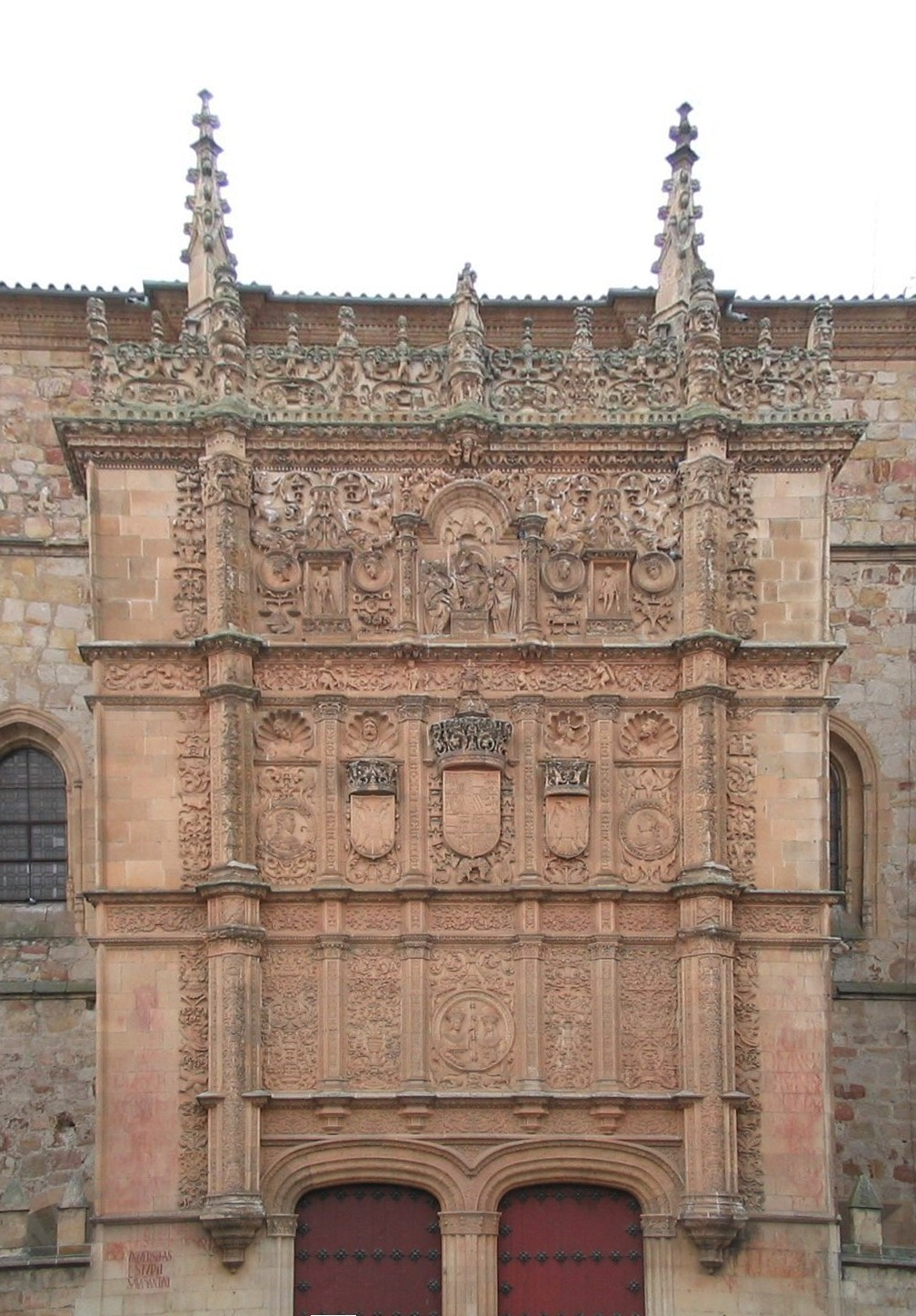
Közelkép a Salamancai Egyetem platereszk stílusú homlokzatáról

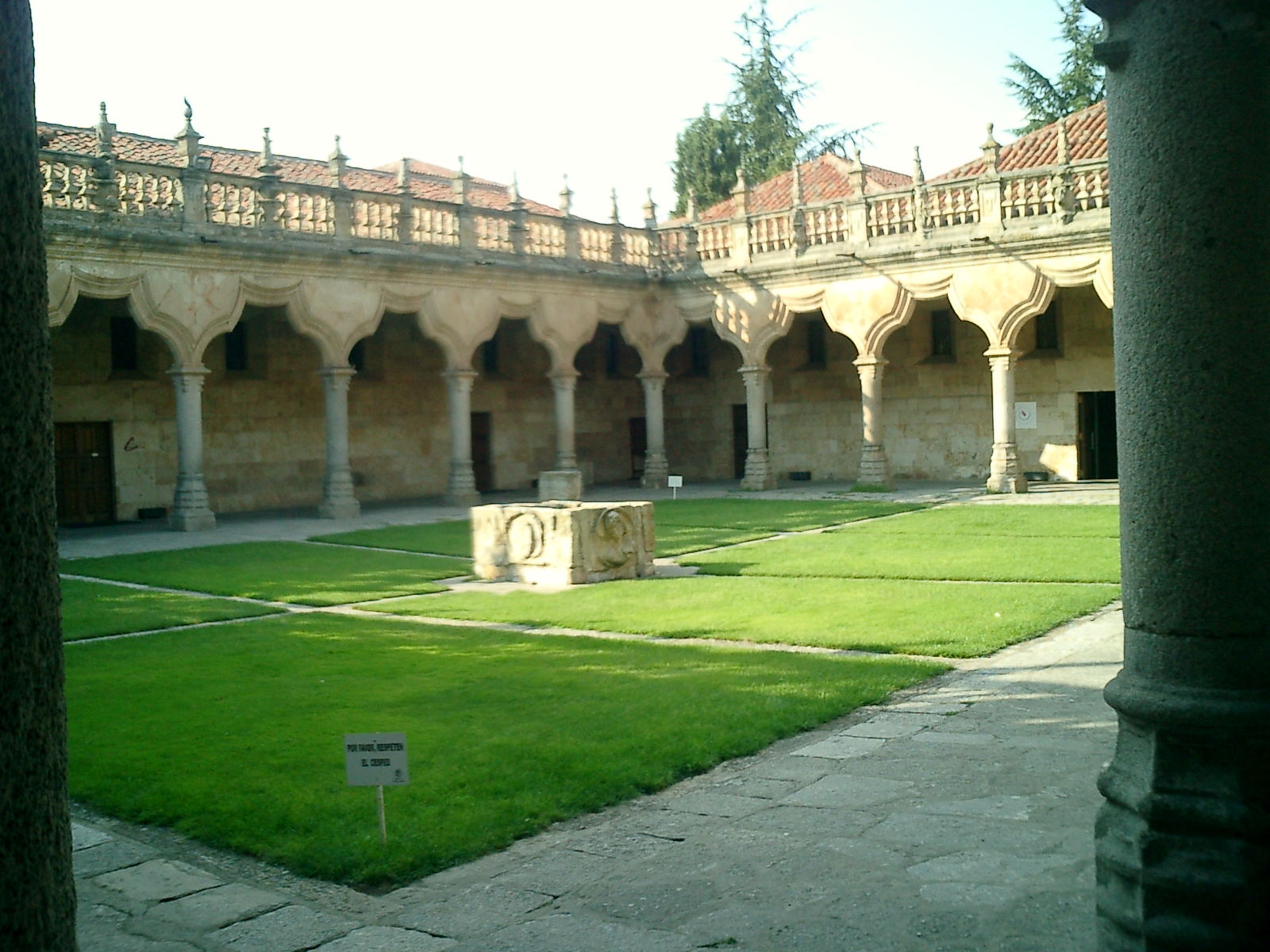
Iskolaudvar kerengővel az egyetemen

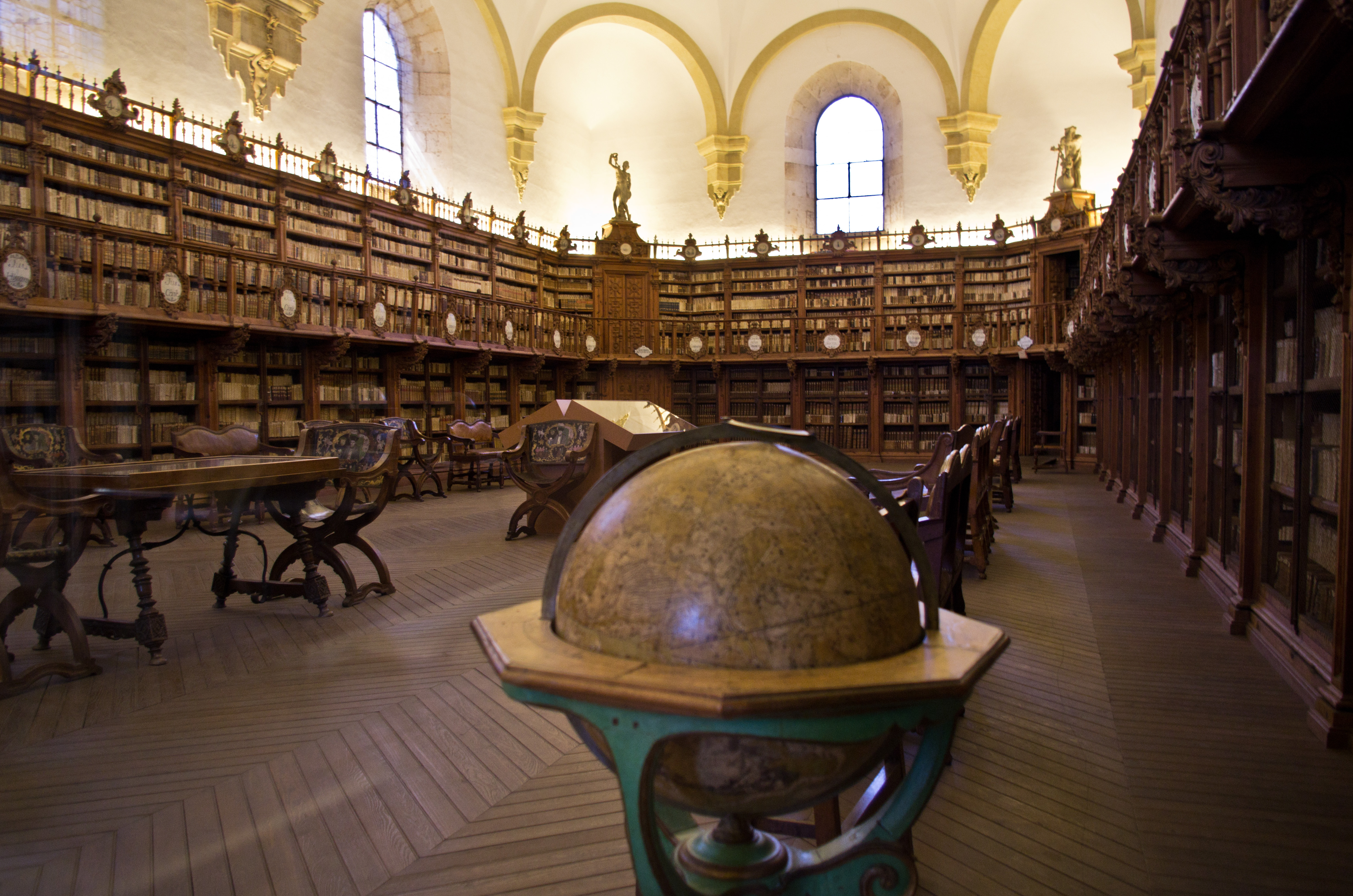
A régi könyvtár

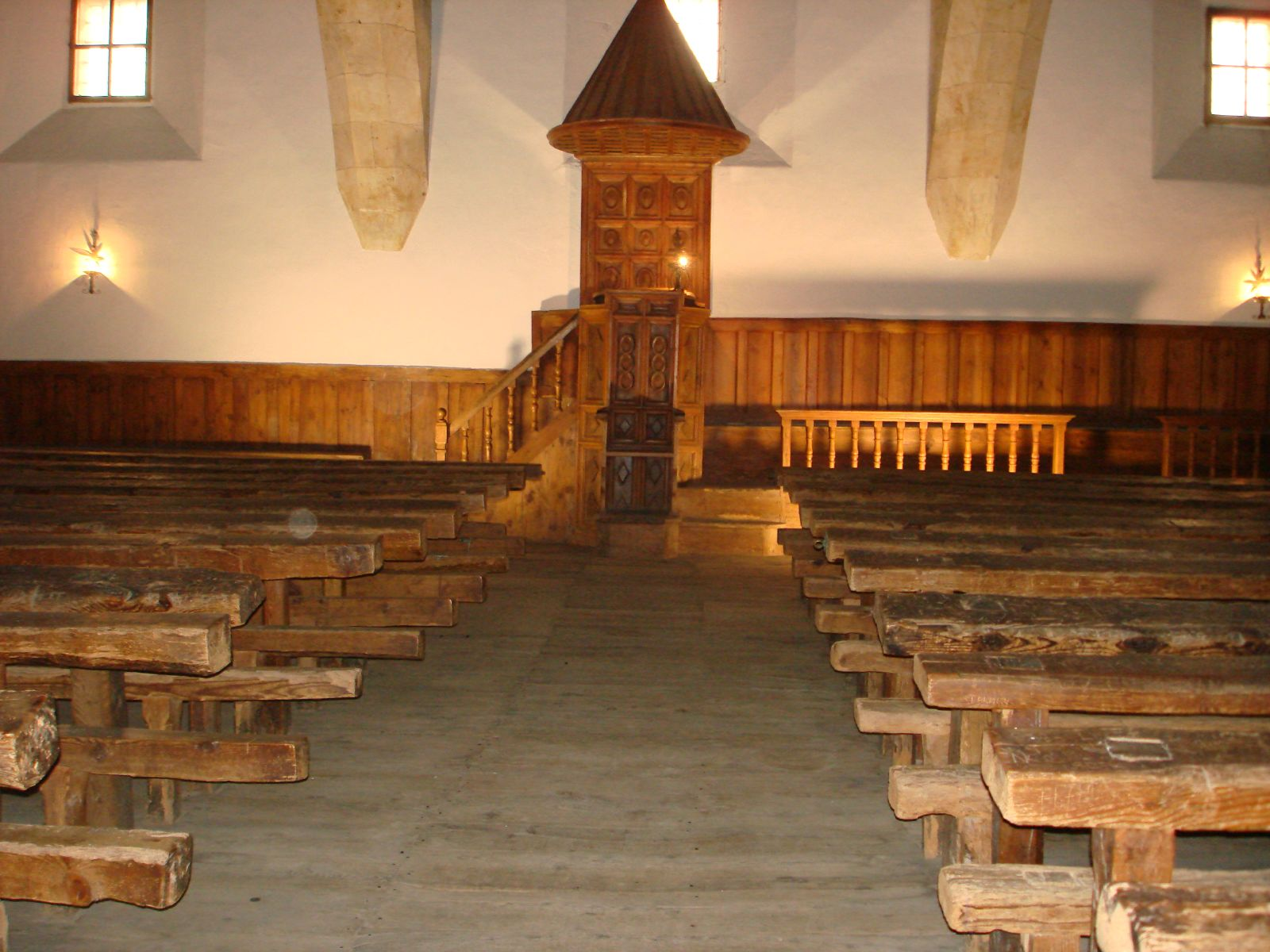
A Luis de León-előadóterem

A Salamancai Egyetem (spanyolul: Universidad de Salamanca) spanyol felsőoktatási intézmény, amely Salamanca városában, Kasztília és León autonóm közösségben található. 1218-ban alapította IX. Alfonz leóni király. Ez a spanyol világ legrégebbi és a Föld egyik legrégebb óta folyamatosan működő egyeteme. Több mint 30 000 diákja van 50 különböző nemzetből.

## Története
Az egyetem alapítása előtt Salamancán egy székesegyházi iskola 1130-ban már működött. Az egyetemet studium generaleként IX. Alfonz leóni király alapította 1218-ban scholas Salamanticae néven, az egyetem tényleges létrehozása (vagy a meglévő iskola egyetemmé alakítása) 1218 augusztusa és a következő tél között történt. Egy másik, X. Alfonz királytól származó, 1254. május 8-án kelt királyi oklevél megállapította az egyetem szervezetének és pénzügyi adományozásának szabályait, és első ízben hivatkozott rá ezen a néven. IV. Sándor pápai bullája 1255-ben megerősítette X. Alfonz királyi oklevelét, és univerzális elismerésben részesítette az egyetem diplomáit.
A latin Quod natura non dat, Salmantica non praestat (Amit a természet nem ad meg, Salamanca sem kölcsönzi) és a Multos et doctissimos Salmantica habet (Salamanca sok és nagyon járatos) történelmi kifejezések képet adnak az intézmény gyorsan megszerzett presztízséről. 
II. Ferdinánd aragóniai király és I. Izabella kasztíliai királynő uralkodása alatt a spanyol kormányzat megújult. A spanyol inkvizícióval, a zsidók és muszlimok kiűzésével, valamint Granada meghódításával egyidőben az államapparátus bizonyos fokú professzionalizálódása következett be. Ez magában foglalta a „letradók”, azaz bürokraták és jogászok tömeges alkalmazását, akik „licenciadók” (egyetemi végzettségűek), különösen Salamancában és az újonnan alapított Alcalá Egyetemen végeztek. Ezek az emberek a különböző államtanácsokban dolgoztak, beleértve végül a Consejo de Indiast és a Casa de Contrataciont, a spanyol nagyváros két legmagasabb testületét a Spanyol Birodalomban.
Miközben Kolumbusz a királynál és a királynőnél azt próbálta elérni, hogy szerződést kössenek az Indiába vezető nyugati útvonal megkeresésére, ügyét a Salamancai Egyetem geográfusi tanácsa elé terjesztette. Míg a tudósok szkeptikusak voltak Kolumbusszal és utazási számításaival szemben, a Salamancai Egyetem mindig is megvédte a nyugatra húzódó ismeretlen területek (terra incognita) elméletét, és támogatta Kolumbusz utazását, abban a reményben, hogy új világrészeket fedezhetnek fel. A következő évszázadban az indiai gyarmatosítás erkölcsi jogosságat és törvényszerűségeit a Salamancai Iskola vitatta, az amerikai kontinens tudományának, földrajzának és térképészetének, miként a közgazdaságtan általános tantárgyai tanulmányozásának fejlődését, a  filozófiát és a teológiát nemkülönben támogatta.
Oxfordhoz és Cambridge-hez hasonlóan Salamancának is számos főiskolája volt (Colegios Mayores). Ezeket jótékonysági intézményekként alapították, hogy a szegény tudósok részt vehessenek az egyetemen. A 18. századra zárt társaságokká váltak, amelyeket alapítóik családjai irányítottak, akik így uralták az egyetemet. Legtöbbjüket Napóleon csapatai pusztították el. A 19. században a spanyol kormány feloszlatta az egyetem kánonjogi és teológiai fakultását. Később, az 1940-es években a Salamancai Pápai Egyetem részeként újraalapították őket. 

## Kapcsolódó ügyek
A kar felújította a teológiai tanszéket, megalapozta a modernkori jogot, a nemzetközi jogot, a modern közgazdaságtudományt, és aktívan részt vett a tridenti zsinaton. Az iskola matematikusai a XIII. Gergely pápa megbízásából készült naptárreformot tanulmányozták, és a későbbiekben megvalósított megoldást javasolták. 1580-ra évente 6500 új diák érkezett Salamancába, a diplomások között szerepeltek a spanyol monarchia közigazgatásának állami tisztviselői is. Valószínűleg ebben az időszakban vették fel az első női egyetemistákat, Beatriz Galindo és Luisa de Medrano személyeben. Utóbbi valószínűleg az első nő volt, aki egyetemen tanított.

### Fekete mágia
A közhiedelem szerint az egyetemet a varázslással hozták összefüggésbe. Egy bizonyos salamancai barlangot a fekete mágia iskolájának tartották. Spanyolul a Salamanca jelentése „barlang”, „gonosz leguán” és „kéztrükk” és a salamanquesa, a fali gekkó spanyol neve is a „szalamandra” szóból származik, amely a spanyol hagyomány szerint mágikus tulajdonságokkal rendelkező hüllő. A román folklórban az ördög a fekete mágia Scholomance nevű iskoláját vezeti.
A név a Salamanca és a Bölcs Salamon nevéből származik. 

## Napjainkban
Salamanca egyetemi és posztgraduális hallgatókat vonz Spanyolországból és a világ minden tájáról; a többi régióból érkező hallgatók száma alapján ez a legmagasabb rangú egyetem Spanyolországban. Ismert a nem anyanyelvűeknek szóló spanyol kurzusairól is, amelyek évente több mint kétezer külföldi diákot vonzanak.
Napjainkban a Salamancai Egyetem a bölcsészettudományok tanulmányozásának fontos központja, és különösen a nyelvi, valamint a jogtudományi és közgazdasági tanulmányairól ismert. A tudományos kutatást az egyetemen és a hozzá kapcsolódó kutatóközpontokban végzik, mint például a Centro de Investigación del Cáncer [Rákkutató Központ], Instituto de Neurociencias de Castilla y León vagy INCyL [Kasztíliai és León Idegtudományi Intézete] ], Centro de Láseres Pulsados Ultracortos Ultraintensos [Ultrashort Ultraintense Pulse Lasers Centre]. Ez egyike annak a két spanyol nyelvű egyetemnek a világon, amelyek egyetértési megállapodást kötöttek az ENSZ-szel, hogy nyelvi szakembereket képezzenek a szervezet számára. A Cambridge-i Egyetemmel együttműködve a Salamancai Egyetem társalapítója volt az Európai Nyelvvizsgálók Szövetségének (ALTE) 1989-ben.
2018-ban az intézmény nyolcszázéves évfordulóját ünnepelte.

## Könyvtár
Könyvtára mintegy 906 000 kötetet őriz.

## Nevezetes emberek

### Figyelemre méltó személyzet
- Juan de Galavís, a teológia professzora; később a Santo Domingó-i és a Bogotái főegyházmegye érseke
- Francisco Elías de Tejada y Spínola, a jogfilozófia és a természetjog professzora
- Enrique Gil Robles, a természetjog professzora
- Paul Nuñez Coronel († 1534), a héber nyelv professzora
- Miguel de Unamuno, író
- Beatriz Galindo, († 1534), a latin nyelv és a retorika professzora
- Luisa de Medrano († 1527) latin professzor. A salamancai középiskola, az IES Lucia de Medrano névadója.

### Nevezetes tanulók
- Miguel de Cervantes
- Luis de Góngora
- Luis de León
- Pedro Calderón de la Barca
- Bartolomé de las Casas
- Miguel de Unamuno

További jelentős hallgatók és oktatók:
- Gustavo Petro, Kolumbia elnöke
- Aristides Royo, Panama elnöke
- Ábrahám Zacuto
- Francisco Suárez
- Keresztes Szent János
- Antonio de Nebrija
- Gaspar Sanz
- Jules Mazarin bíboros
- Mateo Alemán
- Xavier Becerra

## Fordítás
- Ez a szócikk részben vagy egészben  az   University of Salamanca című angol Wikipédia-szócikk ezen változatának fordításán alapul.  Az eredeti cikk szerkesztőit annak laptörténete sorolja fel. Ez a jelzés csupán a megfogalmazás eredetét és a szerzői jogokat jelzi, nem szolgál a cikkben szereplő információk forrásmegjelöléseként.